# Henry Siedentopf
Henry Friedrich Wilhelm Siedentopf (Bremen, 22 de setembro de 1872 — Jena, 8 de maio de 1940) foi um físico alemão.
Siedentopf trabalhou de 1899 a 1938 na firma Carl Zeiss AG, em Jena.